# Konstantinbuen
Konstantinbuen (italiensk: Arco di Costantino) er en triumfbue i Rom dedikeret til kejser Konstantin den Store (r. 306–337). Triumfbuen blev bestilt af det romerske Senat for at fejre Konstantins sejr over Maxentius i Slaget ved Den Milviske Bro i 312 e.Kr. Beliggende mellem Colosseum og Palatinerhøjen spænder buen over Via Triumphalis – ruten taget af sejrrige militærledere, da de kom ind i byen i et triumftog. Den blev indviet i 315 e.Kr. og er den største romerske triumfbue med overordnede dimensioner på 21 meter høj, 25,9 meter bred og 7,4 meter dyb. Den har tre bugter; den centrale er 11,5 meter høj og 6,5 meter bred og lateralerne 7,4 meter gange 3,4 meter hver. Buen er konstrueret af murstensbeton beklædt med marmor.
Designet med tre bugter med fritliggende søjler blev først brugt til Septimius Severus-buen i Forum Romanum (som står for enden af triumfruten) og gentaget i flere andre buer, der nu er gået tabt.
Selvom den er dedikeret til Konstantin, består meget af den skulpturelle udsmykning af relieffer og statuer fjernet fra tidligere triumfmonumenter dedikeret til Trajan (r. 98–117), Hadrian (r. 117–138) og Marcus Aurelius (r. 161–180), med portræthovederne erstattet med sin egen.

## Historie
Triumfbuen, som blev bygget mellem 312 og 315, blev dedikeret af Senatet til at fejre ti år (a decennia ) af Konstantins regeringstid (r. 306–337) og hans sejr over den daværende regerende kejser Maxentius (r. 306–312) ved Slaget ved Milvian Bridge den 28. oktober 312, som beskrevet på dens triumfbuens loftsindskrift. Triumfbuen åbnede officielt den 25. juli 315. Ikke alene gav det romerske Senat buen for Konstantins sejr, de fejrede også decennalia: en række lege, der fandt sted hvert årti under Romerriget. Ved disse lejligheder bad de også mange bønner og fornyede både åndelige og verdslige løfter. Konstantin var dog gået ind i Rom den 29. oktober 312, under stor jubel, og Senatet havde herefter bestilt monumentet. Konstantin havde imidlertid forladt Rom inden for to måneder og vendte først tilbage i 326.
Placeringen, mellem Palatinerhøjen og Caelian Hill, strakte sig over den gamle rute for romerske triumfer (Via triumphalis) ved sin opførelse, hvor den afveg fra Via sacra. Denne rute var den, som kejserne tog, da de kom ind i byen med triumf. Denne rute startede ved Campus Martius, førte gennem Circus Maximus og rundt om Palatinerhøjen; umiddelbart efter Konstantinbuen, ville processionen dreje til venstre ved Meta Sudanerne og marchere langs Via sacra til Forum Romanum og videre til Capitoline Hill, der passerede gennem både Titus-buerne og Septimius Severus .
I løbet af Middelalderen blev Konstantinbuen inkorporeret i en af familiefæstninger i det antikke Rom, som det fremgår af maleriet af Herman van Swanevelt (se billede under afsnittet Galleri). Restaureringsarbejder blev først udført i det 18. århundrede, de sidste udgravninger har fundet sted i slutningen af 1990'erne, lige før det store jubilæum i 2000. Buen tjente som målstregen for maraton-atletikbegivenheden til sommer-OL 1960.

## Galleri
- The Arch of Constantine, Rome – malet af Herman van Swanevelt, 1600-tallet
- Nordsiden, fra Colosseum